# Anina Gagarine-Sturdza
Anina Gagarine-Sturdza, née Anina Gregorievna Gagarine-Sturdza le 1er juin 1865 à Odessa, Ukraine - † le 14 avril 1918 (à 52 ans) à Cannes, princesse, est une artiste peintre, écrivain et compositrice de mélodies russes .

## Biographie
Elle est la fille du prince Gregori Evguenievitch Gagarine-Sturdza (1840-1921) et de Anna Mlodetski-Ignatieff ca 1845-1909.
Élève de Gaston Casimir Saint-Pierre (1833-1913), de Ferdinand Humbert (1842-1934), de Paul Chabas (1869-1937), de Jean-Paul Laurens (1838-1921).
En 1911 elle fut promue officier de l'instruction publique. Puis présidente de l'association des Beaux-Arts de Cannes ou elle exposait depuis 1904.
Elle épousa en premières noces Alexis Minilski, duquel elle divorça, leur fille est la grand mère de Frédéric Gersal. Elle se remariera en secondes noces le 13 mai 1908 à Monaco avec le sculpteur Pierre Denys Puech (1854-1942).
En 1910 elle s'installe à Cannes, villa Manziria, route de Fréjus (actuelle avenue du Docteur Picaud).
En 1918 elle est inhumée à Cannes au Cimetière du Grand Jas : (16Fi9).

## Œuvres dans les collections publiques
- Cannes, musée de la Castre :
  - "L'endormie" ou "Le sommeil", 1912, huile sur toile 0.82 x 1.78 cm. S.B.D. Don de l'auteur en 1919[2].

## Œuvres connues
- "Muse d'automne" ;
- "Portrait en manteau bleu" ;
- "Étude de nu" ;
- "La femme au voile" ;
- "La femme aux oranges" ;
- "Portrait de M. Berriat", 1913 ;
- "Portrait de Mlle Vix de la Comédie française", 1913.

## Expositions
- La Société artistique des amateurs (1896-1914), 1911[2]:
  - "Paysages bretons" ;
  - "Laveuses à Trégastel".